# Kristen Skjeldal
Kristen Skjeldal (n. 27 mai 1967, Voss (comună), Hordaland, Norvegia) este un schior de fond ce a reprezentat Norvegia, medaliat olimpic. A participat la 3 ediții ale Jocurilor Olimpice (1992, 1994, 2002) în care a câștigat o medalie de aur și o medalie de bronz.